# DR P1
DR P1 ist ein öffentlich-rechtlicher dänischer Radiosender.
Es ist der älteste Radiosender Dänemarks und ist bereits seit dem Jahr 1925 auf Sendung. Der Sender ist das erste öffentlich-rechtliche Hörfunkprogramm
Dänemarks und ist ein reines Wortprogramm. Sein Schwerpunkt liegt auf Nachrichten, Kultur, Debatten und Wissenschaft.

## Empfang in Deutschland
Im deutsch-dänischen Grenzgebiet ist der Sender via UKW und DAB+ zu empfangen. Zudem speist Vodafone/Kabel Deutschland P1 digital (DVB-C) in große Teile der schleswig-holsteinischen Kabelnetze ein. Ansonsten ist auch ein Empfang über das Internet möglich. Da DR P2 im Jahr 2011 seine UKW-Frequenzkette verlor, müssen sich die P1 und P2 die erste Frequenzkette, auf der früher ausschließlich das Programm von DR P1 ausgestrahlt wurde, teilen. Über DAB+ sind die beiden Sender weiterhin 24 Stunden am Tag zu empfangen.